# Historia de la homosexualidad masculina

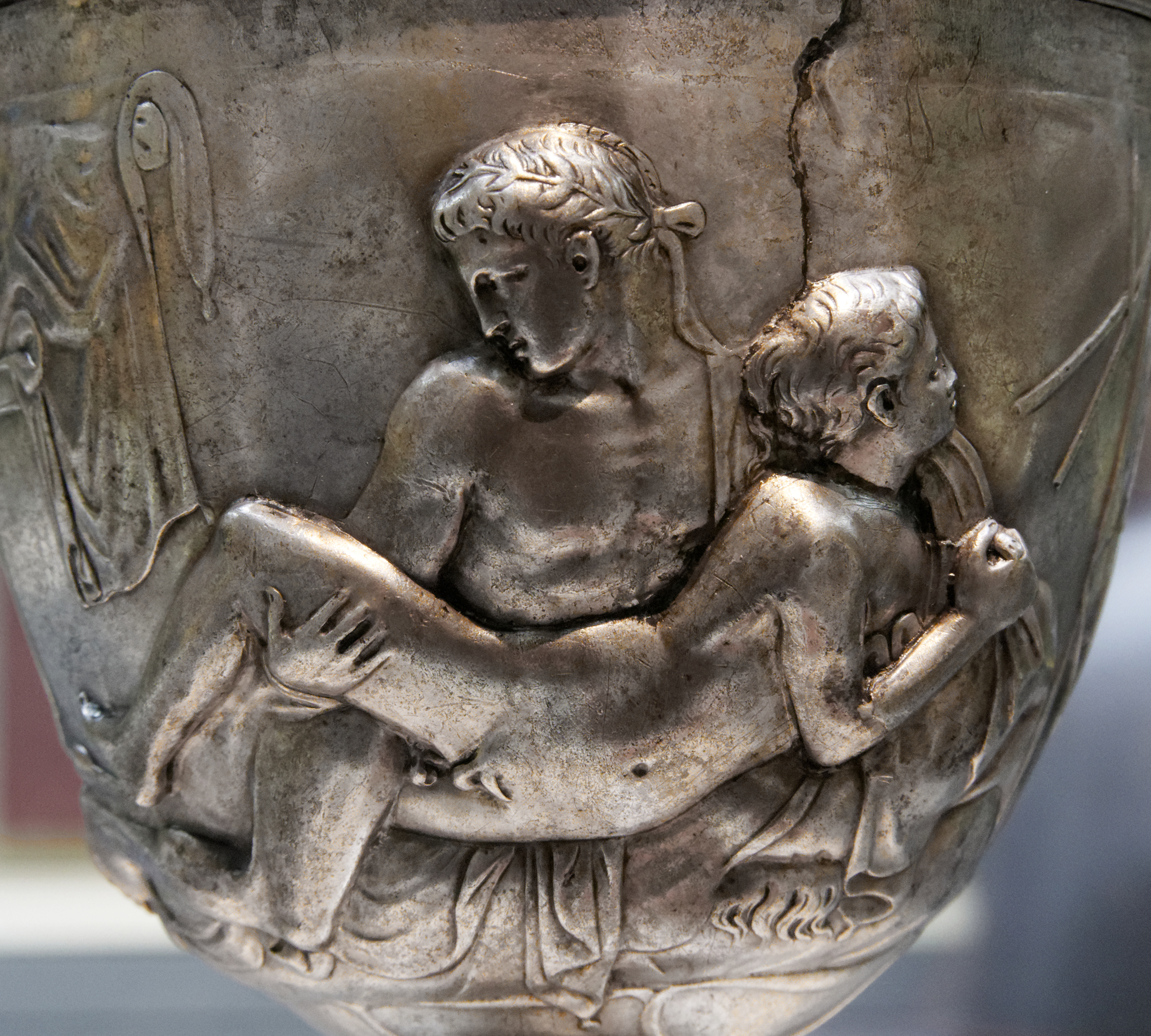
Se han encontrado hombres homosexuales en todas las culturas y sociedades de la historia mundial, ca. 50.

La historia de los hombres homosexuales se remonta al principio de los tiempos. Los hombres homosexuales se han documentado en todas las sociedades de la historia del mundo. A pesar de su ubicuidad, han sido severamente discriminados, principalmente como resultado del cristianismo y la difusión de los sistemas de creencias europeos a través de la colonización.

## En la historia mundial

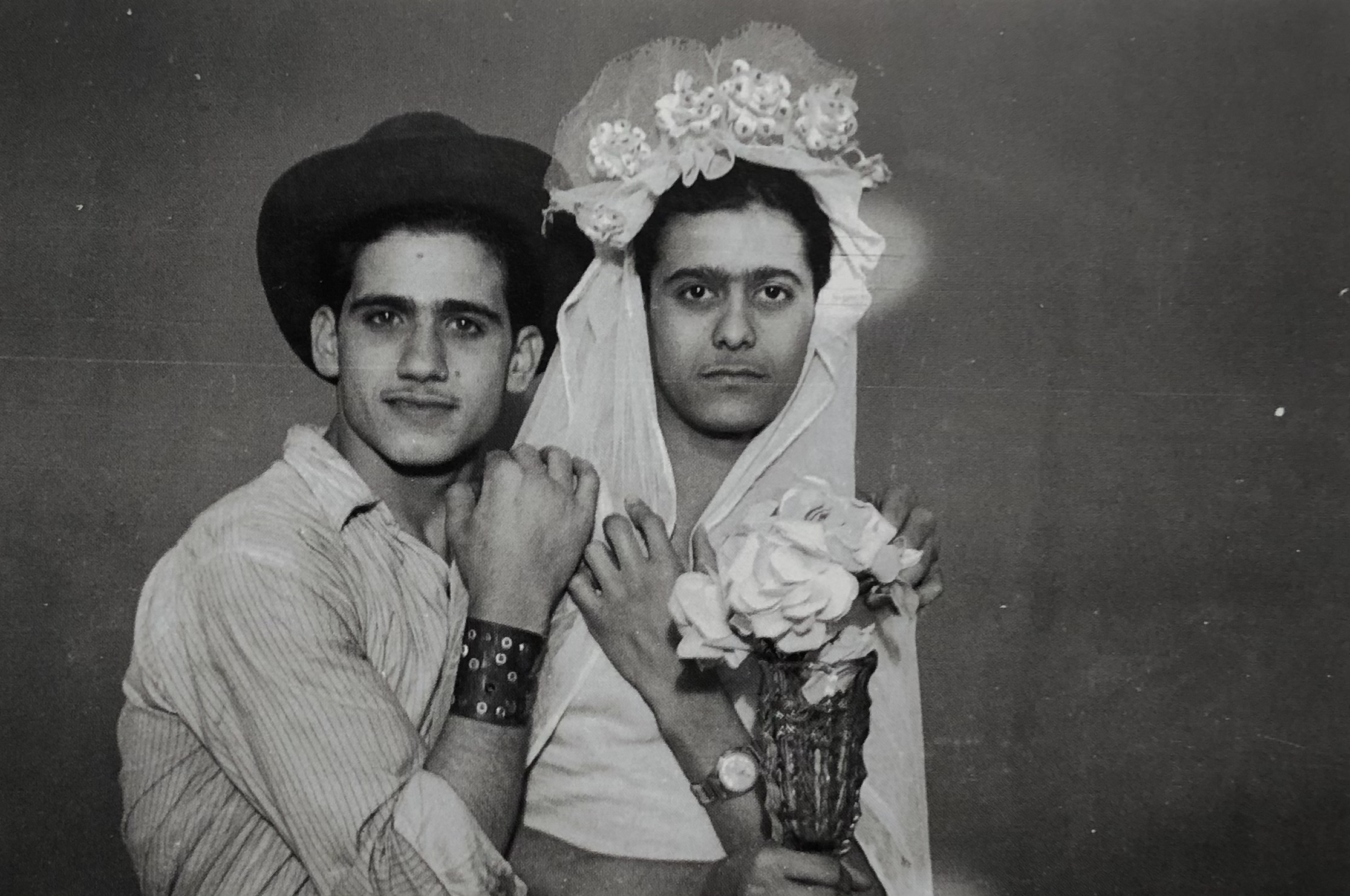
Najm y Asmar vestidos de novios.

Algunos estudiosos argumentan que los términos "homosexual" y "gay" son problemáticos cuando se aplican a los hombres en las culturas antiguas ya que, por ejemplo, ni los griegos ni los romanos poseían una palabra que cubriera el mismo rango semántico que el concepto moderno de "homosexualidad". Además, había diversas prácticas sexuales que variaban en aceptación según el tiempo y el lugar. Otros estudiosos sostienen que existen similitudes significativas entre los homosexuales masculinos antiguos y modernos.
En culturas influenciadas por religiones abrahámicas , la ley y la iglesia establecieron la sodomía como una transgresión contra la ley divina o un crimen contra la naturaleza . Sin embargo, la condena del sexo anal entre hombres es anterior a la creencia cristiana. Muchas figuras históricas, incluidos Sócrates , Lord Byron , Eduardo II y Adriano , han aplicado términos como gay o bisexual. Algunos eruditos, como Michel Foucault , han considerado que esto pone en riesgo el introducción anacrónica de una construcción contemporánea de la sexualidad ajena a su época, aunque otros estudiosos lo cuestionan.

## En la historia occidental moderna

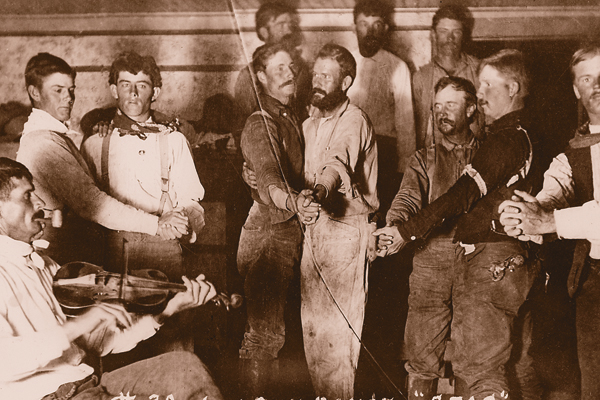
Hombres homosexuales en el los Estados Unidos en 1910.

El uso de gay para referirse a un hombre "homosexual" se utilizó por primera vez como una extensión de su aplicación a la prostitución: un "chico gay" era un joven o adolescente que atendía a clientes masculinos. De manera similar, un "gato gay" era un joven aprendiz de un vagabundo mayor y comúnmente intercambiaba sexo y otros servicios por protección y tutela. La aplicación a la homosexualidad fue también una extensión de la connotación sexualizada de la palabra "desinhibida", que implicaba la voluntad de ignorar las costumbres sexuales convencionales . En la corte en 1889, el prostituto John Saul declaró: "De vez en cuando hago trabajos ocasionales para diferentes personas homosexuales".
Bringing Up Baby (1938) fue la primera película en usar la palabra "gay" en una aparente referencia a la homosexualidad. En una escena en la quela ropa del personaje de Cary Grant ha sido enviada a la tintorería, se ve obligado a usar una túnica de mujer con adornos de plumas. Cuando otro personaje pregunta por su túnica, él responde: "¡Porque me volví gay de repente!". Dado que se trataba de una película convencional en un momento en que el uso de la palabra para referirse al travestismo (y, por extensión, a la homosexualidad) aún no sería familiar para la mayoría de los espectadores, la línea también se puede interpretar en el sentido de " Simplemente decidí hacer algo frívolo ".
En 1950, la primera referencia encontrada hasta la fecha para la palabra gay como un nombre autodescrito para homosexuales masculinos provino de Alfred A. Gross, secretario ejecutivo de la Fundación George W. Henry, quien dijo en la edición de junio de 1950 de la revista SIR: "Todavía tengo que conocer a un homosexual feliz. Tienen una forma de describirse a sí mismos como homosexuales, pero el término es un nombre inapropiado. Aquellos que son habituales de los bares frecuentados por otros de ese tipo, son las personas más tristes que he visto en mi vida. . "

### En el Holocausto

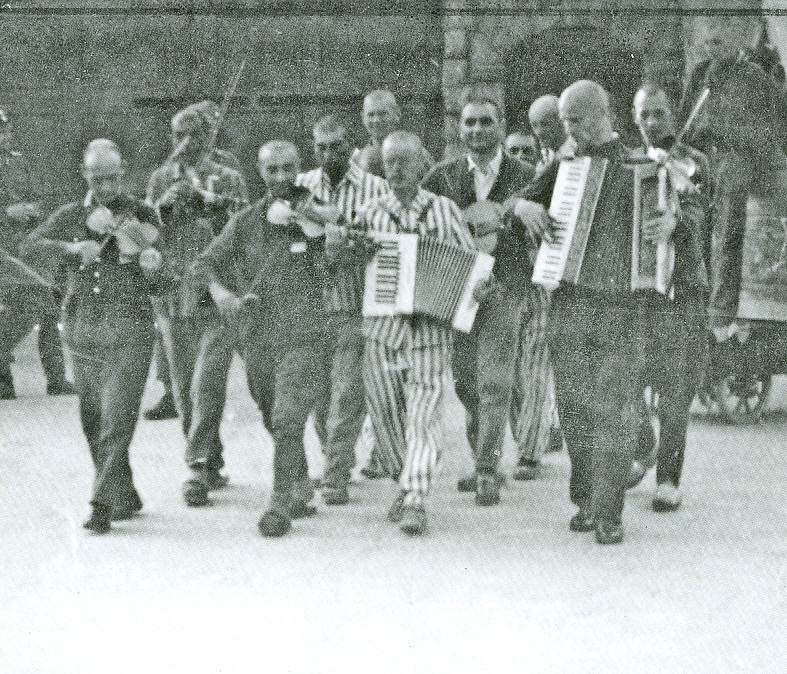
Hombres homosexuales en el campo de concentración de Mauthausen obligados a tocar música. Los hombres homosexuales de Alemania fueron asesinados.

Los hombres homosexuales fueron una de las principales víctimas del Holocausto nazi . Históricamente, el primer paso legal hacia la persecución nazi de la homosexualidad masculina fue el párrafo 175 de 1871 , una ley aprobada después de la unificación del Imperio Alemán . El párrafo 175 decía: "Un acto sexual antinatural cometido entre personas del sexo masculino ... se castiga con la prisión; también se puede imponer la pérdida de los derechos civiles". La ley se interpretó de manera diferente en Alemania hasta el 23 de abril de 1880, cuando el Reichsgericht dictaminó que los actos homosexuales criminales involucraban sexo anal , oral o intercrural entre dos hombres. Cualquier cosa menos (como besar y abrazar) se consideraba un juego inofensivo.
Franz Gürtner , el ministro de Justicia del Reich enmendó el párrafo 175 para abordar las "lagunas" en la ley después de la Noche de los Cuchillos Largos . La versión de 1935 del párrafo 175 declaró las "expresiones" de homosexualidad como delitos procesables. El cambio más importante a la ley fue el cambio de definición de la homosexualidad masculina de " Un acto sexual antinatural cometido entre personas del sexo masculino " a " Un hombre que comete un delito sexual con otro hombre"."Esto amplió el alcance de la ley para perseguir a los hombres homosexuales como grupo étnico, en lugar de la homosexualidad masculina como acto sexual. Los besos, la masturbación mutua y las cartas de amor entre hombres se consideraban ahora razones legítimas para que la policía realizara arrestos. la ley nunca definió un "delito sexual", dejándolo a la interpretación.
Entre 1933 y 1945, se estima que 100.000 hombres fueron arrestados como homosexuales bajo el régimen nazi, de los cuales unos 50.000 fueron condenados oficialmente. La mayoría de estos hombres cumplieron condena en prisión, mientras que se estima que entre 5.000 y 15.000 fueron encarcelados en campos de concentración nazis . Rüdiger Lautmann argumentó que la tasa de muerte de homosexuales en los campos de concentración puede haber llegado al 60%. Los hombres homosexuales en los campos sufrieron un grado inusual de crueldad por parte de sus captores y fueron utilizados regularmente como sujetos de experimentos médicos nazis mientras los científicos intentaban encontrar una "cura" para la homosexualidad.